# Associação Internacional de Ciclismo
A Associação Internacional de Ciclismo (AIC) foi o primeiro organismo internacional de ciclismo. Tudo começou em 1892 para estabelecer uma definição comum de amadorismo e organizar campeonatos mundiais. O seu papel foi assumido pela União Ciclística Internacional (UCI) em 1900.